# Shin Sung-mo
Shin Sung-mo (en coreano: 신성모, 20 de octubre de 1891 - 29 de mayo de 1960) fue un militar surcoreano que sirvió como Primer ministro interino en 1950 después del primero de los primeros ministros Lee Beom-seok. Sirvió como ministro de Defensa durante la Guerra de Corea.